# ツァレヴォ
座標: 北緯42度10分 東経27度51分 / 北緯42.167度 東経27.850度

ツァレヴォ
Царевоツァレヴォ ブルガリア内のツァレヴォの位置

ツァレヴォ（ブルガリア語: Ца̀рево、ラテン文字転写:Tsarevo）はブルガリア南東部の町、およびそれを中心とした基礎自治体。ブルガス州に属する。かつて共産主義時代にはミチューリン（Мичу̀рин、Michurin）、それ以前にはヴァシリコ（Василико̀、Vasiliko）と呼ばれた。

## 町村
ツァレヴォ基礎自治体（Община Царево）には、その中心であるツァレヴォをはじめ、以下の町村（集落）が存在している。
- アフトポル（Ахто̀пол、Ahtopol）
- ブロディロヴォ（Бродилово、Brodilovo）
- ブルガリ（Българи、Balgari）
- ヴァルヴァラ（Варва̀ра、Varvara）
- ヴェリカ（Велѝка、Velika）
- イズグレフ（Изгрев、Izgrev）
- コンドロヴォ（Ко̀ндолово、Kondolovo）
- コスティ（Костѝ、Kosti）
- ロゼネツ（Лозенец、Lozenets）
- レゾヴォ（Рѐзово、Rezovo）
- シネモレツ（Синемо̀рец、Sinemorets）
- ファザノヴォ（Фаза̀ново、Fazanovo）
- ツァレヴォ（Ца̀рево、Tsarevo ）

## ツァレヴォ
ツァレヴォはブルガスの南方およそ70キロメートルの、黒海沿岸に位置している。
海底調査の結果、古代末期（およそ4世紀から6世紀ごろ）のアンフォラや、コンスタンティノポリス、シリア、北アフリカから輸入された赤い光沢のある陶器が見つかっており、このことから同時代に交易が行われていたことが示唆されている。町の南にある半島には、中世の要塞の遺跡が残されている。
町は12世紀にヴァシリコ（Василико、Vasiliko）という名前でアラブ人の地理学者ムハンマド・アル＝イドリースィー（أبو عبد الله محمد الإدريسي、Abū 'Abd Allāh Muhammad al-Idrīsī、ラテン語:Dreses）によって初めて記録された。それ以前の第一次ブルガリア帝国の時代に、この町が存在していたかどうかは定かではない。14世紀末に町はオスマン帝国の支配下となった。15世紀から16世紀にかけて、町はヴァシリコズ（Vasilikoz）と呼ばれ、オスマン帝国の港であった。17世紀の旅行家エヴリヤ・チェレビ（Evliya Çelebi）によれば、「ヴァシリコズ・ブルガス」の町には、ブドウ畑に囲まれた高台から黒海を見下ろす要塞が築かれていた。その入り江は大きな船が港として使用するにも十分であったが、強い東風から十分に守られていないため、たびたび船乗りたちからは敬遠されていた。
17世紀の末から18世紀にかけて、ヴァシリコズはポモリエの町（kaza）の一部として、のオスマン帝国の徴税所が置かれていた。在イスタンブールのオーストリア大使によると、1787年にはヴァシリコズには220棟の住居があり、港として機能しており、その住民の多くは造船業や漁業に従事していた。別の資料によると、1831年には町の人口は1800人前後、434棟の住居があった。
旧市街は入り江の南側に位置し、現代ではツァレヴォの町のなかでヴァシリコ地区と呼ばれている。19世紀の前半には、ヴァシリコには42隻の船が停泊する係留場があった。近隣には10の風車と水車があり、近くのブドウ畑からは毎年6000樽のワインを生産していた。ギリシャ人の学校もあり、ギリシャ人のみならずブルガリア人も利用していた。
1882年、火災によって町のほぼ全域が焼失し、住民は別の場所に町を再建することを余儀なくされた。新しい町はリムノス（Limnos）と呼ばれた北の入り江の半島の上に建設された。1903年には、新しいヴァシリコは150棟の住居がありあったとされるが、別の統計には、1899年には460棟の住居があり、うち160はブルガリア人で300はギリシャ人のものとしている資料や、1900年にギリシャ人の住居が240棟あったとしているものもある。
1913年、バルカン戦争に続いて村がブルガリア領となったとき、村のギリシャ人住民はギリシャへと移動し、ギリシャ領となった東トラキアからきたブルガリア人と入れ替えられた。1926年には、ヴァシリコは409棟の住居があった。1927年から1936年にかけて、ボリス3世の資金援助のもと、新しい波止場が建造された。そのとき、ボリス3世の栄誉をたたえ、村の名前は王（ツァール）にちなんでツァレヴォ（王の町。ヴァシリコのブルガリア語意訳）と改められた。
1950年から1991年までの間、村はソヴィエト連邦の学者イヴァン・ヴラジミロヴィッチ・ミチューリンにちなんでミチューリンと呼ばれた。

## アフトポル

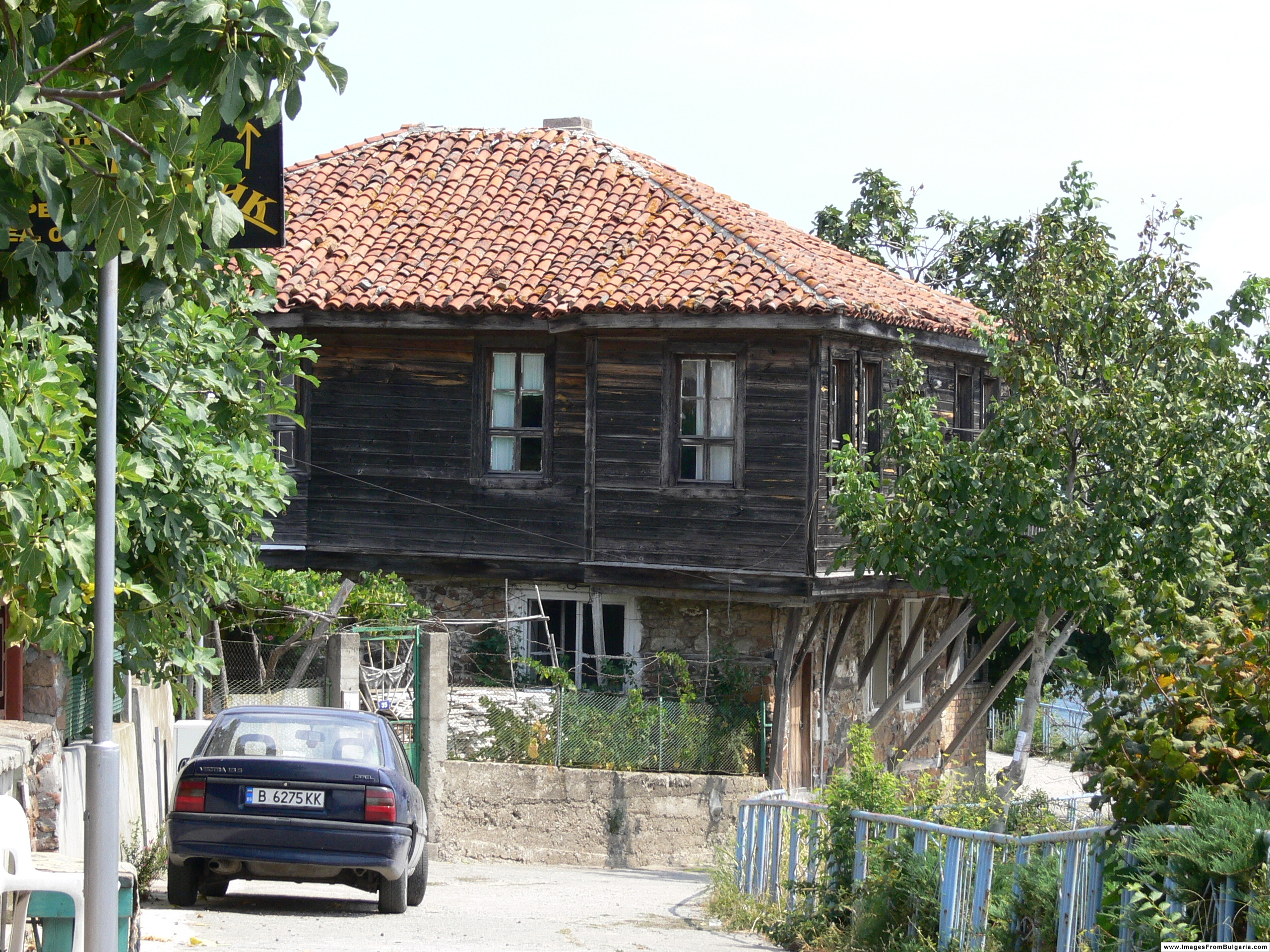
アフトポルの古い木造の家

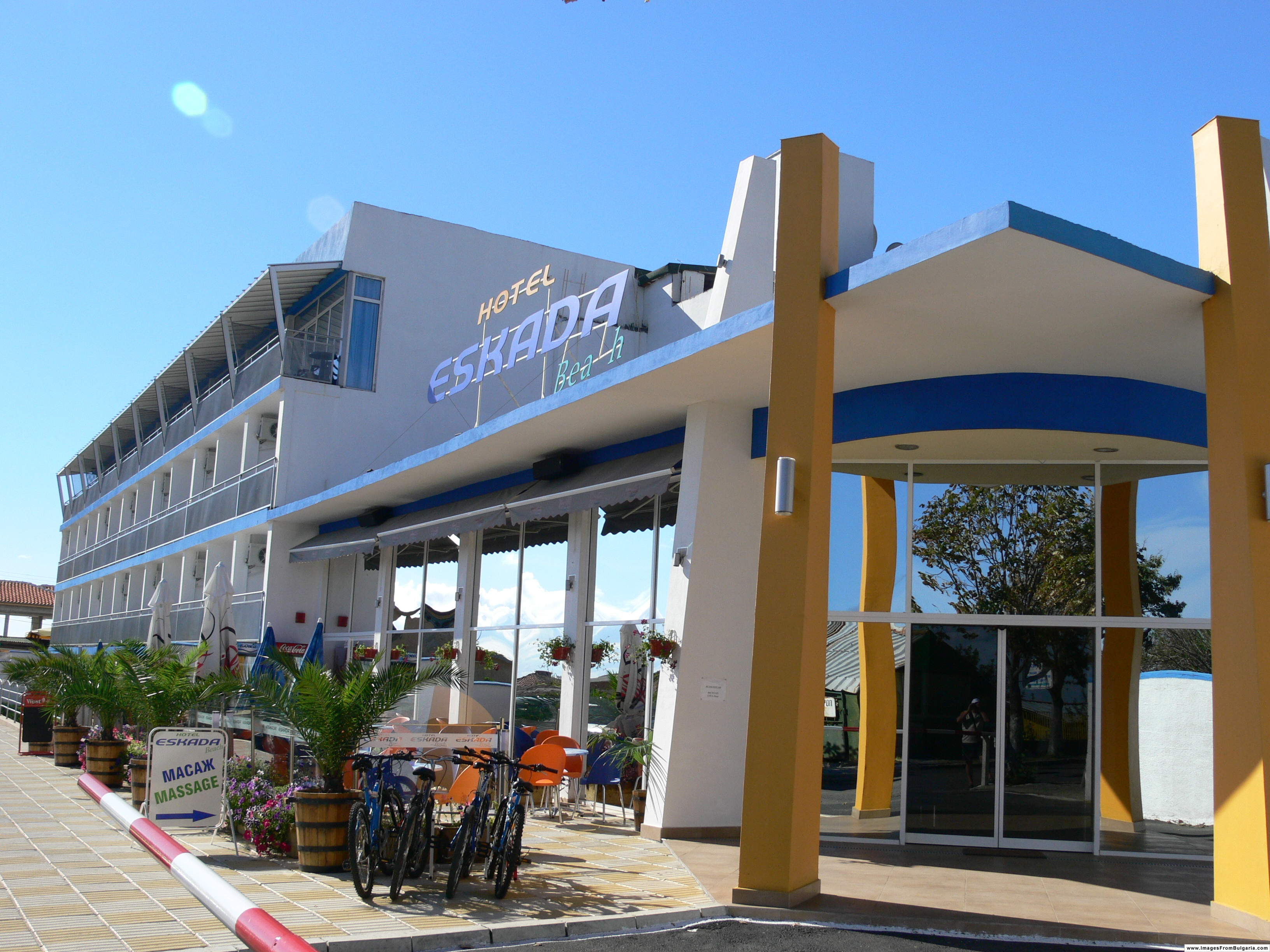
アフトポルのビーチ・リゾート施設

アフトポルは黒海沿いの町で、海岸リゾート地。ブルガス州南東部に位置し、トルコとの国境に程近い。ブルガリアの海岸の最南端に位置する村である。
町は古代トラキア人の集落の上に位置し、トラキア人でも最古の住居地が新石器時代に存在していた。西暦紀元前430年ごろギリシャによって植民地化されたと見られている。古代ローマ帝国時代には、村はペロンティクス（Peronticus）と呼ばれ、蛮族の侵入による破壊からギリシャの指導者アガトーン（Agathon）によって再建され、その名をとってアガトポリス（Agathopolis）と命名された。別の情報源によると、村がアガトポリスと命名されたのは遅くとも紀元前323年だとしている。
中世には、村はビザンティン帝国とブルガリア帝国の間を行ったり来たりした。中世のソースのなかで、アフトポルは活気のある商港で、ビザンティンやイタリア、その他の船が多く出入りする場所として述べられている。14世紀のオスマン帝国の侵入によって、町はアフテンボル（Ahtenbolu）と呼ばれるようになった。町は1453年には完全にオスマン帝国の支配下となった。1498年のオスマン帝国の徴税所は158家族のキリスト教徒をリストしており、そのほとんどはギリシャ人の名前を持ち、残りはスラヴ人（ブルガリア人）の名前となっている。1898年には、アフトポルには410棟の住居があり、うち300はギリシャ人、110はブルガリア人のものであった。19世紀、町は依然として漁業と交易の町として栄え、地元民所有の多くの船が黒海、地中海沿いの各地と取引をしていた。ブドウ栽培も盛んであった。
アフトポルは海賊によって何度も焼き払われ破壊され（多くはコーカサスのラズ人による）、その中で最近のものは1918年におこり、町の大半が破壊された。町の要塞の遺構（高さ8メートル、幅3.5メートルに達する）、12世紀の聖ヤニ修道院、そして騎兵の彫刻のある泉のみが、古い時代から残された歴史的建造物となっている。このほかの歴史的建造物としては、1796年の昇天教会がある。
バルカン戦争の後、この地方はオスマン帝国からブルガリアに割譲され、町の人口の多くを占めたギリシャ人はギリシャへ移住し、東トラキア地方（特にブナルヒサル Bunarhisar）から逃れてきたブルガリア人と入れ替わった。

## ブロディロヴォ
ブロディロヴォはストランジャ山脈の中にある村。ヴェレカ川（Veleka）の左岸に位置し、2005年の時点での人口は363人である。ブロディロヴォは北緯42度5分 東経27度51分 / 北緯42.083度 東経27.850度、標高56メートルに位置し、ツァレヴォの南12キロメートルに位置している。村の名前は近くにある浅瀬（ブルガリア語: брод、brod）にちなむ。村の古名はベラディウ（Beradiu）、ブロディヴォ（Brodivo）、ポルドリコズ（Pordrikoz）。村の最も古い記録は西暦1498年で、塩の交易に関係するものであり、34軒のキリスト教徒の世帯があった。1914年7月12日まで、村にはギリシャ人が居住していたが、第二次バルカン戦争の結果によってギリシャ人はギリシャに移住し、東トラキアからのブルガリア人難民と置き換えられた。村の聖パンテレイモン教会は1910年に建てられ、拝廊（ナルテクス）を特徴としている。イコノスタシスはギアニス（Giannis）という地元の彫刻師によって加工・彫刻された。
2006年まで、トリチャネ・ナ・クチェ（тричане на куче、trichane na kuche、Dog spinning）と呼ばれる、水面の上に犬を宙吊りにして回す、古代より続く儀式が行われていた。ブルガリアの動物福祉団体がその残酷性に抗議し、儀式は当局によって禁止された。

## ヴァルヴァラ
ヴァルヴァラはツァレヴォ市内の村で、黒海沿いのリゾート地。ツァレヴォとアフトポルの間に位置し、トルコ国境にも程近い。北緯42度7分 東経27度55分 / 北緯42.117度 東経27.917度に位置している。2005年現在、人口は250人。
19世紀中ごろ、現在の村のある一帯は、村の名前の起源となった聖バルバラの修道院か礼拝堂があるのみで、その他の居住者はいなかった。より古い時代には集落があった可能性があり、マックス・シメク（Max Šimek）の1748年、そしてフリスティアン・ルトヴィヒ（Christian Ludwig）の1788年の地図には同地に記されたヴァルダラハ（Vardarah）なる名前がその可能性を示唆している。
バルカン戦争までの時代、ヴァルヴァラは、露土戦争によるブルガリア解放（en）以降にブルガリア北部から逃れたトルコ人難民が住むオスマン帝国の村であった。1913年以降、トルコ人は村を脱出し、逆に東トラキアからのブルガリア人難民が流入した。
村は芸術家や作家の知的なコミュニティとして最も良く知られている。多くの若い芸術家が1970年代、1980年代にヴァルヴァラを訪れ、ソフィアの芸術学校が購入したキャンプに居住した。長年にわたって、より多くの芸術家たちがヴァルヴァラに居を構え、不動産を購入し、小さな芸術家たちのコミュニティを築き上げた。
ヴァルヴァラにはまた、多くの漁民が暮らしている。住民はさまざまな背景を持っており、季節的、あるいは通年で居住する西ヨーロッパ系の住民が増えている。村にはまたよく発達したロマのコミュニティがある。村の大きさとその知的価値は、多様にしてなお密なコミュニティを作り上げるうえで寄与している。
新たに改良されたブルガスへ通じる道路によって、国際空港（en）から1時間圏内で結ばれた。漁業の他に、観光も村の大きな収入源となっている。離れたところに砂浜があり、また黒海で最も有名なダイビング・エリアであるダルダネリ（Dardaneli）も村に隣接している。これは水中の洞窟と渓谷の群であり、絶好のスノーケリングやダイビングの場所を提供している。村には12の家族経営のホテルと11のバー、レストランがある。

## ロゼネツ
ロゼネツはツァレヴォ市内の村で、黒海沿いのリゾート地。北緯42度13分 東経27度48分 / 北緯42.217度 東経27.800度に位置し、2005年現在の人口は510人。
東トラキア（主にペネカ （Peneka） とマラク・サモコフ （Малък Самоков、現デミルキョイ Demirköy））から逃れて、はじめはポトゥルナク（Poturnak）に到着したもののよりよい場所を求めて沿岸部に出てきたおよそ20家族のブルガリア人によって、1924年にロゼネツが建設された。彼らは、伝統によればかつてのツァレヴォの古いぶどう畑があったとされるエンベレツ（Embelets）あるいはアンベリア（Ambelia）と呼ばれた地区に居住をはじめた。初期の居住者は農業、畜産業、林業で生計を立て、後に漁業を習得するようになった。
1960年代のはじめ、国家的、あるいは国際的な海洋観光によってロゼネツとその居住者たちの職業は劇的に変化した。現在では、ロゼネツはにぎやかな観光地となっている。

## シネモレツ

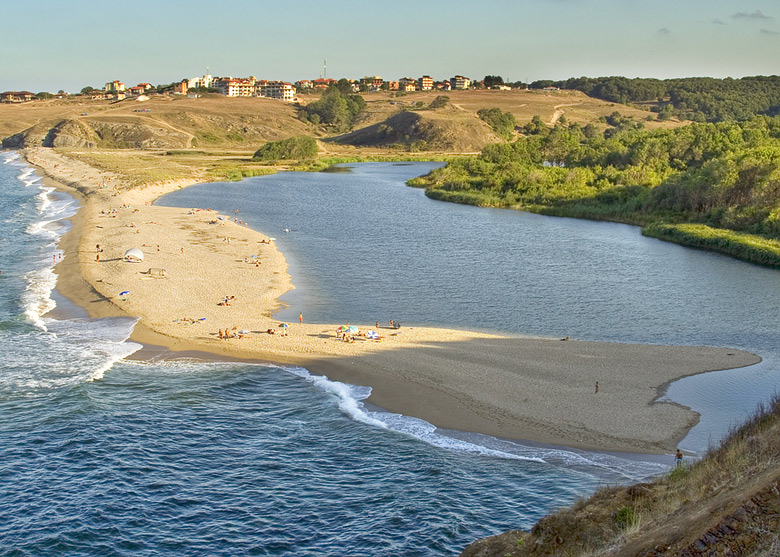
シネモレツ、ヴェレカ川河口のビーチ

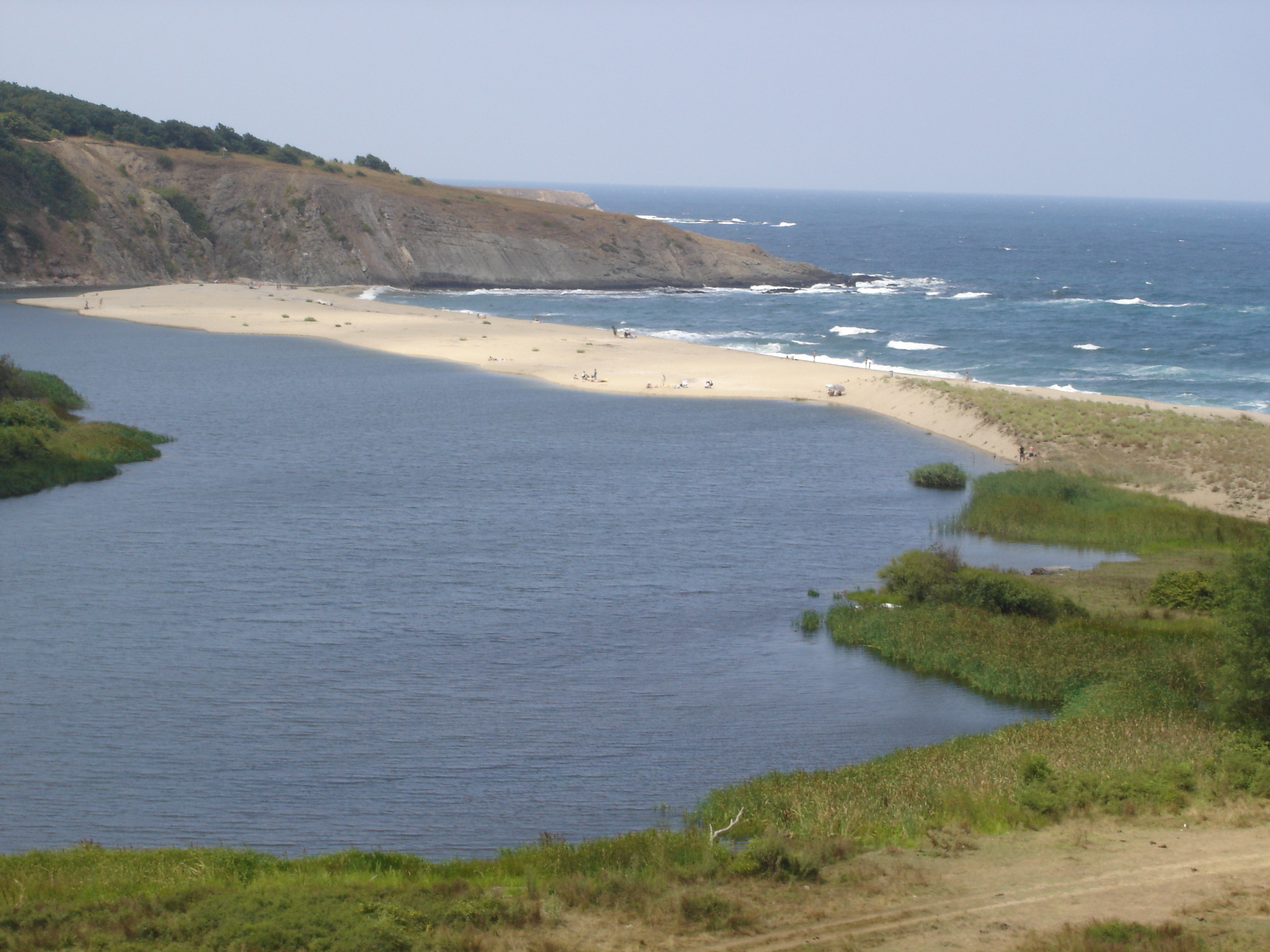
シネモレツ、ヴェレカ川河口のビーチ

シネモレツは黒海沿いのリゾート地。トルコ国境に程近く、ヴェレカ川の河口に位置している。北緯42度4分 東経27度59分 / 北緯42.067度 東経27.983度に位置し、2005年現在の人口は216人である。
紀元前5世紀から紀元前4世紀にかけての陶器のかけらが、古代の船のいかりや金属の枠とともに村の南のポテミャ（Potamya）湾から見つかっている。村は1496年のオスマン帝国時代の文献に初めて登場し、当時の人口はキリスト教徒16家族であったが、海賊の攻撃によって多くはストランジャ山脈の内陸部への移動を余儀なくされた。オーストリア帝国の外交官で村の近くを航海したヴェンツェル・フォン・ブロニャル（Wenzel von Bronjar）によると、1766年に村には17の家があり、住民の多くは木材を売って生計を立てていた。他の西欧人、エネルホルム（Enelholm）によると1824年には内陸部に30の家があり、沿岸部には埠頭があるのみであった。ここでも、人口の少なさとその居住地域はラズ人の海賊によるものと説明されている。
バルカン戦争の後、村と周辺地域はブルガリアへ割譲された。1927年のモロフ＝カファンダリス合意（Mollov-Kafandaris Agreement）によると、村の全てのギリシャ人住民はギリシャへの移住を定められ、東トラキアからのブルガリア人難民が入れ替わった。1926年には、村には68世帯があった。現在の村の名前は1934年にさかのぼり、それ以前はギリシャ語でガラジャキ（Galadzaki）、あるいはトルコ語でカランジャ（Kalanca）と呼ばれていた。シネモレツという名称は、以前のギリシャ語の地名のブルガリア語への直訳であり、ギリシャ語のγαλάζιος（galazios、空色）に由来している。1963年以降、シネモレツは公式に海洋リゾートの地となり、国境地帯への出入りが許可されてからは急速に開発がすすめられた。